# Rhododendron hatamense
Rhododendron hatamense är en ljungväxtart som beskrevs av Odoardo Beccari. Rhododendron hatamense ingår i släktet rododendron, och familjen ljungväxter. Inga underarter finns listade i Catalogue of Life.